# Le Major (film)
Pour plus de détails, voir Fiche technique et Distribution.
Le Major (Майор, Mayor) est un film dramatique policier russe écrit, interprété, réalisé et monté par Iouri Bykov et sorti en 2013.

## Synopsis
Un jour d'hiver, Sergueï Sobolev, un major de police locale, est en route vers l'hôpital où sa femme s’apprête à accoucher. Surexcité, il conduit trop vite et renverse un enfant qui meurt à la suite de l'accident. Le commandant a deux options : aller en prison ou cacher le crime. Sobolev décide alors de compromettre sa conscience et appelle un collègue pour l'aider. Mais l'affaire se complique et quand Sobolev change d'avis et décide de se racheter, il est déjà trop tard...

## Fiche technique
- Titre : Le Major
- Titre original : Майор, Mayor
- Titre international : The Major
- Réalisation et scénario : Iouri Bykov
- Direction artistique :
- Décors :
- Costumes : Natalia Kloukina
- Montage : Youri Bykov
- Musique : Youri Bykov
- Photographie : Kirill Klepalov
- Son : Alexandre Noskov
- Production : Alexeï Outchitel et Kira Saksaganskaïa
- Sociétés de production : Rock Films
- Sociétés de distribution :
- Pays d’origine :  Russie
- Budget :
- Langue : russe
- Adaptation française : Joël Chapron (prix de l'ATAA 2014)
- Durée : 99 minutes
- Format :
- Genre : film dramatique policier
- Dates de sortie :
  - France : mai 2013 (festival de Cannes 2013), 6 novembre 2013 (sortie nationale)
  - Russie : 8 août 2013

## Distribution
- Denis Chvedov : le major de police Sergueï Sobolev
- Youri Bykov : Pavel Korchounov, le collègue de Sobolev
- Ilia Issaïev : Merkoulov
- Dimitri Koulichkov : Goutorov, le père du petit garçon
- Boris Nevzorov : Pankratov
- Irina Nizina : Irina Goutorova, la mère du petit garçon
- Kirill Poloukhine : Bourlakov

## Distinctions

### Récompense
- Prix de l'adaptation en sous-titrage 2013-2014 (catégorie « film non-anglophone ») attribué à Joël Chapron, pour les sous-titres français[1].

### Nominations
- Festival de Cannes 2013 : en compétition, sélection « Semaine de la critique »
- Ramdam Festival, le festival du film qui dérange: en compétition pour la catégorie fiction de la 5e édition du festival.